# Херман Майер
 Тази статия е за австрийския скиор.  За швейцарския архитект вижте Херман Майер (архитект).  
Херман Майер (на немски: Hermann Maier) е легендарен австрийски състезател по ски алпийски дисциплини, двукратен олимпийски шампион от Олимпиадата в Нагано през 1998 година, трикратен световен шампион от Вейл 1999 и Бормио 2005. Носител на олимпийски сребърен и бронзов медал и на два сребърни и един бронзов медала от световни първенства. Печели четири пъти Големия кристален глобус за победител в Световната купа – през 1998, 2000, 2001 и 2004 година. Майер е един от най-популярните и авторитетни скиори. Получава прозвището „Херминатора“ заради силния си характер и „почти пълната свръхчовешка роботизация“. Стилът му на каране е „агресивен, силов, ефектен и на ръба на безумието“. Има 54 победи за Световната купа, като по този показател заема второто място в историята на алпийските ски след Ингемар Стенмар, който има 86.

## Биография

### Ранни години
Когато е петнадесетгодишен Херман Майер е изключен от ски академията, в която тренира, като безперспективен. Работи като помощник-зидар през лятото и като ски-инструктор през зимата. На 23 години успява да пробие в националния отбор на Австрия и дебютира в състезание за Световната купа.

### Световна купа
Херман Майер дебютира в състезание за Световната купа по ски алпийски дисциплини на 10 февруари 1996 година в Хинтерщодер, Австрия, където заема 26-ото място в гигантския слалом.
В края на следващия сезон, на 21 и 23 февруари 1997, печели второ и първо място на два последователни супер-гигантски слалома в Гармиш-Партенкирхен.
През олимпийския сезон 1997/98 участва в 23 старта за Световната купа, като печели десет и се класира сред първите трима в още девет старта. Печели стартове в четири от петте дисциплини – спускането, супер-Г, гигантския слалом и комбинацията. Отпада в едно състезание, а най-слабото му класиране за сезона е едно десето място в слалома. По този начин печели първата си титла за Световната купа.
През следващия сезон участва в 28 старта, от които печели седем и завършва на подиума в още четири.
През сезон 1999/2000 участва в 30 старта, печели десет и се класира сред първите трима в още единадесет. Така печели втората си титла в Световната купа.
През 2000/01 участва в 23 старта, печели 13 и заема място на подиума в още две. През този сезон печели третата си титла.
С тринадесет спечелени гигантски слалома подред Майер изравнява рекорд на Ингемар Стенмарк.
Пропуска целия сезон 2001/02. Причина за това е катастрофа, в която Херман Майер, карайки мотоциклет на връщане от тренировка, се сблъсква с автомобил. Лекарите успяват да избегнат ампутацията на крака му, а Майер се възстановява и се завръща към спорта, въпреки че след катастрофата прогнозите са да не може да участва повече в състезания.
Първото състезание за сезон 2002/03, в което участва, е на 14 януари в Аделбоден. През този сезон печели единствено супер-гигантския слалом в Кицбюел, две седмици след връщането му в спорта след контузията. През следващия сезон участва в 30 състезания, печели пет и заема още четири пъти място сред първите трима. Така печели четвъртата си и последна титла в генералното класиране за Световната купа.
През 2004/05 участва в 26 състезания, печели три и се класира сред първите трима в още седем.
През 2005/06 участва в 26 състезания, от които печели три.
През 2006/07 участва в 24 състезания, като има едно трето място.
През 2007/08 участва в 23 състезания, като печели едно второ място.
През 2008/09 участва в 18 състезания, печели едно първо и едно второ място. Последното състезание, в което Херман Майер участва е супер-гигантският слалом в Оре на 12 март 2009.
В кариерата си Херман Майер печели стартове във всички дисциплини без слалома. 96 пъти е на почетната стълбичка, а броят на победите му в стартове за Световната купа е 54 (петнадесет в спускането, 24 в супер-Г, четиринадесет в гигантския слалом и една в комбинацията).
На 13 октомври 2009 обявява края на кариерата си вследствие на контузия в коляното, получена през март 2009.

### Световни първенства
Херман Майер участва на шест световни първенства между 1999 и 2009 година – във Вейл/Бийвър Крийк, Санкт Антон, Санкт Мориц, Бормио, Оре и Вал д'Изер.
Във Вейл през 1999 печели спускането и супер-гигантския слалом, и отпада в гигантския слалом.
В Санкт Антон през 2001 печели сребърния медал в спускането и бронзовия в супер-Г. Остава четвърти в гигантския слалом.
В Санкт Мориц през 2003 печели сребърния медал в супер-гигантския слалом и остава осми в спускането.
В Бормио през 2005 печели титлата в гигантския слалом, остава на четвърто място в супер-Г и на седемнадесето в спускането.
В Оре през 2007 завършва седми в супер-гигантския слалом, тринадесети в спускането и на 21-во място в гигантския слалом.
Във Вал д'Изер през 2009 заема шестото място в спускането и осемнадесетото в супер-гигантския слалом.

### Олимпийски игри
Херман Майер участва на две зимни олимпийски игри – в Нагано през 1998 и в Торино през 2006.
В Нагано печели златените медали в супер-гигантския и гигантския слалом. Отпада в спускането. Отпадането в спускането е свързано с ужасно падане, довело до много натъртвания. На фона на това падане титлите са невероятно постижение.
В Торино печели сребърен медал в супер-гигантския слалом и бронзов в гигантския. Завършва шести в спускането.
Майер не участва на Зимните олимпийски игри в Солт Лейк Сити през 2002 година, защото все още се възстановява от катастрофата с мотоциклета си.

## След края на спортната кариера
На 9 септември 2011 в музея „Мадам Тюсо“ във Виена е открита статуя на Херман Майер.